# Delobius spinifer
Delobius spinifer är en mångfotingart som beskrevs av Chamberlin 1915. Delobius spinifer ingår i släktet Delobius och familjen stenkrypare. Inga underarter finns listade i Catalogue of Life.